# 孙传芳旧宅
孙传芳旧宅是孙传芳在天津的故居。建于1922年，位于当时的天津英租界的咪哆土路（今和平区泰安道15号），该建筑目前是天津市文物保护单位和重点保护等级历史风貌建筑。

## 历史
孙传芳旧宅原为北洋政府财政总长张弧住宅，1925年，该建筑曾作为日本便衣队的情报传递点，1933年，孙传芳购得此房。

## 建筑
孙传芳旧宅有两幢楼房和6间平房，占地面积3700平方米，总建筑面积2628平方米，主楼为两层砖木混合结构西式楼房，局部带地下室，红瓦缓坡屋顶，混水墙面。并在一、二层四周设有封闭式回廊。右侧配楼为护卫和佣人住房，主配楼相连处为儿童用房。主楼立面正入口处有四根爱奥尼亚柱支撑山花，入口台阶为条石台阶。主楼二层为列柱外廊并配有矩形、圆形、蚌形等各种形状的老虎窗和牛眼窗，屋脊中部设有装饰性凉亭。是一座具有西洋古典主义建筑特征和欧洲折衷主义建筑风格的别墅式住宅。也是孙传芳在天津几各住宅中最为豪华的一处。